# 索扎戈
索扎戈（義大利語：Sozzago），是意大利诺瓦拉省的一个市镇。总面积12平方公里，人口1032人，人口密度86.0人/平方公里（2009年）。ISTAT代码为003141。